# Sara Bareilles
Sara Bareilles (Eureka, Califórnia, 7 de dezembro de 1979)  é uma cantora, compositora, pianista e atriz estadunidense.

## Biografia
Sara estudou na UCLA, onde foi membro de um grupo chamado Awaken. No mês de abril de 2005, assinou contrato com a gravadora Epic, integrante do grupo Sony Music.

### 2007-2009:Little Voice
Durante o ano de 2007 Bareilles faz a abertura das turnês de Aqualung e Mika, estreou seu primeiro grande álbum, Little Voice e fez sucesso com seu single "Love Song", conseguindo top 5 na parada Billboard Hot 100.

### The Gravity Tour
Em 2009, ela iniciou uma turnê intitulada "The Gravity Tour", com o objetivo de divulgar seu terceiro e último single do álbum Little Voice, "Gravity". O single conseguiu muito sucesso em toda Ásia e Europa, continentes onde Sara tem adeptos. Gravity esteve na trilha sonora da série de TV do mesmo nome (Gravity), de The Vampire Diaries, e foi tema da primeira temporada de Brothers & Sisters.

### 2010:Kaleidoscope Heart
Kaleidoscope Heart é o terceiro álbum da cantora, que debutou na primeira posição da Billboard 200. King of Anything desse mesmo álbum, foi a trilha sonora do primeiro episódio da sétima temporada da Série Medium com Patrícia Arquette (Bring your daughter to work day).

## Discografia

### Álbuns
| Álbum                              | Detalhes do Álbum                                                                                | Melhores posições | Melhores posições | Melhores posições | Melhores posições | Melhores posições | Vendas        | Certificações                |
| Álbum                              | Detalhes do Álbum                                                                                | US                | AUS               | CAN               | SUI               | RU                | Vendas        | Certificações                |
| ---------------------------------- | ------------------------------------------------------------------------------------------------ | ----------------- | ----------------- | ----------------- | ----------------- | ----------------- | ------------- | ---------------------------- |
| Careful Confessions                | - Lançamento: 20 de janeiro de 2004 - Formato(s): CD - Gravadora(s): Tiny Bear                   | —                 | —                 | —                 | —                 | —                 |               |                              |
| Little Voice                       | - Lançamento: 03 de julho de 2007 - Formato(s): CD, LP, digital download - Gravadora(s): Epic    | 7                 | 49                | —                 | 34                | 9                 | - : 1,000,000 | - RIAA: Platina - BPI: Prata |
| Kaleidoscope Heart                 | - Lançamento: 07 de setembro de 2010 - Formato(s): CD, LP, digital download - Gravadora(s): Epic | 1                 | —                 | 13                | 97                | 138               | - : 500,000   | - RIAA: Ouro                 |
| The Blessed Unrest                 | - Lançamento: 16 de julho de 2013 - Formato(s): CD, LP, digital download - Gravadora(s): Epic    | 2                 | 73                | 7                 | 55                | —                 | - : 500,000   | - RIAA: Ouro                 |
| What's Inside : Songs from Waitres | - Lançamento: 06 de novembro de 2015 - Formato(s): CD, LP, digital download - Gravadora(s): Epic | 10                | 90                | 63                | —                 | —                 | - : 100,000   |                              |
| Amidst the Chaos                   | - Lançamento: 05 de abril de 2019 - Formato(s): CD, LP, digital download - Gravadora(s): Epic    | 6                 | 25                | 35                | —                 | 82                | - : 60,000    |                              |

### EPs
- Lipstick Jungle (2009) - Episode 2 - Bottle It Up
- Once Upon Another Time (2012)

### Singles
| Ano  | Single                | Paradas musicais | Paradas musicais | Paradas musicais | Paradas musicais | Paradas musicais | Paradas musicais | Paradas musicais | Certificação                                  | Álbum                              |
| Ano  | Single                | EUA              | EUA Adult        | AUS              | CAN              | HOL              | NZ               | UK               | Certificação                                  | Álbum                              |
| ---- | --------------------- | ---------------- | ---------------- | ---------------- | ---------------- | ---------------- | ---------------- | ---------------- | --------------------------------------------- | ---------------------------------- |
| 2007 | "Love Song"           | 4                | 1                | 4                | 1                | 17               | 7                | 4                | - : 4× Platina - : Platina - : Ouro - : Prata | Little Voice                       |
| 2008 | "Bottle It Up"        | —                | 15               | —                | —                | 33               | —                | —                | - : Ouro                                      | Little Voice                       |
| 2009 | "Gravity"             | —                | —                | —                | —                | —                | 27               | —                |                                               | Little Voice                       |
| 2010 | "King of Anything"    | 32               | 4                | —                | 94               | 80               | 38               | —                | - : Platina                                   | Kaleidoscope Heart                 |
| 2011 | "Uncharted"           | —                | 13               | —                | —                | 44               | —                | —                |                                               | Kaleidoscope Heart                 |
| 2011 | "Gonna Get Over You"  | —                | 27               | —                | —                | —                | —                | —                |                                               | Kaleidoscope Heart                 |
| 2011 | "Love Is Christmas"   | —                | —                | —                | —                | 83               | —                | —                |                                               | —                                  |
| 2012 | "Stay"                | —                | —                | —                | —                | —                | —                | —                |                                               | Once Upon Another Time             |
| 2013 | "Brave"               | 23               | 3                | 3                | 58               | —                | 4                | 48               | - : 3× Platina - : 2× Platina - : Platina     | The Blessed Unrest                 |
| 2014 | "I Choose You"        | 81               | 14               | —                | —                | —                | —                | —                | - : Ouro                                      | The Blessed Unrest                 |
| 2015 | "She Used to Be Mine" | —                | 26               | —                | —                | —                | —                | —                |                                               | What's Inside: Songs from Waitress |
| 2018 | "Armor"               | —                | —                | —                | —                | —                | —                | —                |                                               | Amidst the Chaos                   |
| 2019 | "Fire"                | —                | 31               | —                | —                | —                | —                | —                |                                               | Amidst the Chaos                   |